# Paolo Karađorđević
Principe Paolo di Jugoslavia, anche noto come Paolo Karađorđević (San Pietroburgo, 27 aprile 1893 – Parigi, 14 settembre 1976), fu un principe della famiglia Karađorđević, reggente del Regno di Jugoslavia dal 1934 al 1941. Figlio del principe Arsenio, fratello di Pietro I di Serbia era cugino diretto di Alessandro I di Jugoslavia.
È conosciuto in serbo, bosniaco, e croato come Павле Карађорђевић o Pavle Karađorđević e in sloveno come Pavel Karađorđević.

## Biografia

### Giovinezza

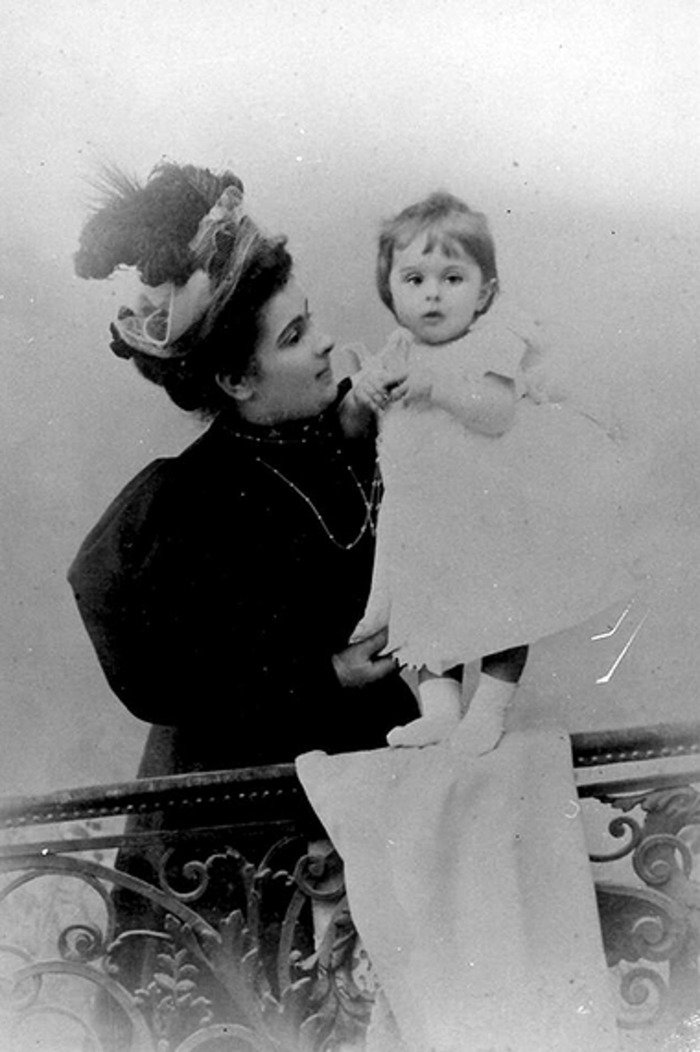
Paolo Karađorđević fotografato in tenera età con la madre Aurora Pavlovna Demidova

Paolo nacque il 27 aprile 1893, a San Pietroburgo, unico figlio maschio di Arsen Karađorđević e Aurora Pavlovna Demidova; le case nobiliari di Obrenović e Karađorđević furono in lotta dal 1903 al 1917, quando venne organizzato un colpo di stato militare che portò all'assassinio del re Alessandro I Obrenović, ucciso assieme alla moglie, la regina Draga Mašin. Pietro Karađorđević, zio paterno di Paolo, venne eletto Re e così Paolo, dopo aver trascorso alcuni anni a Ginevra, andò in Serbia per la prima volta. Nel 1912 scelse di frequentare l'Università di Oxford, cosa abbastanza insolita poiché l'élite serba preferiva Parigi o San Pietroburgo. Ad Oxford si comportò come un qualunque ragazzo britannico, conoscendo anche il principe Giorgio, duca di Kent.
Con la dichiarazione di guerra, da parte dell'Austria-Ungheria, al Regno di Serbia, Paolo servì nell'esercito serbo per sei mesi fino al maggio 1915 quando tornò in Gran Bretagna, per poi ritornare nelle truppe, ritirate in Grecia nel 1917; il principe riconobbe di non essere un abile soldato e infatti si recò nuovamente nel Regno Unito, a Londra, dove si occupò di lobbismo per la Serbia.

### Matrimonio
Il 22 ottobre 1923 Paolo sposò a Belgrado la principessa Olga di Grecia e Danimarca, nonché sorella di Marina, duchessa di Kent; il testimone dello sposo fu il Duca di York, futuro Giorgio VI del Regno Unito.

### Reggenza
Nel 1924 Paolo ritornò in Jugoslavia e sembrò che il cugino Alessandro, salito al trono dopo la morte del padre Pietro I, volesse dargli una sorta di posizione vicereale a Zagabria, al fine di controllare la popolazione croata. Il sovrano trovava il cugino un conversatore spiritoso con una "ampiezza di visione" e un "intelletto freddo". Alla fine comunque re Alessandro non consegnò la carica al cugino, che considerava troppo comprensivo nei confronti delle lamentele e problemi croati. Il principe Paolo era parzialmente favorevole alla trasformazione della Jugoslavia in uno stato federale, ritenendo che molti politici fossero irrealistici nel pensare che la situazione croata potesse risolversi col tempo.

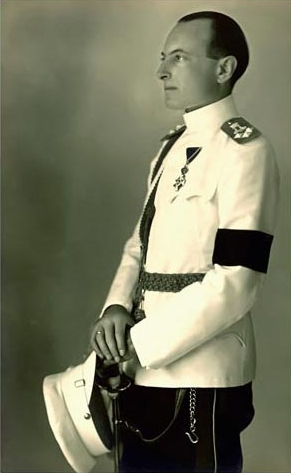
Paolo, principe reggente di Jugoslavia, in una fotografia d'epoca

Il 9 ottobre 1934 re Alessandro I di Jugoslavia si recò in visita a Marsiglia, dove però venne assassinato da un rivoluzionario macedone e visto che il nuovo sovrano, Pietro II, era troppo giovane, lo zio Paolo assunse la reggenza. Sotto Paolo, il paese si avvicinò al Regno d'Italia per poi allontanarsene bruscamente nel 1939. Nello stesso anno, al fine di preservare la stabilità dello stato dagli indipendentisti croati, ci fu la creazione della Banovina di Croazia, ovvero una regione che possedeva una particolare autonomia interna.

### Seconda guerra mondiale
Con lo scoppio della Seconda guerra mondiale, Paolo cercò di intraprendere una politica di neutralità ma, a causa delle pressioni tedesche, venne obbligato ad aderire al Patto tripartito con le Potenze dell'Asse, la cui firma avvenne a Vienna il 25 marzo 1941. Tale evento provocò grandi manifestazioni di piazza a Belgrado e l'avversione di un gruppo di ufficiali filo-britannici ed una parte della classe politica serba, i quali decisero di compiere un colpo di stato due giorni dopo, quindi il 27 marzo 1941, deponendo Paolo quale Reggente e intronizzando ufficialmente il nipote Pietro II, ancora minorenne.
Come nuovo Primo ministro venne eletto il Gen. Dušan Simović, che però non ritirò l'adesione dal Tripartito e non cedette alle pressione britanniche; successivamente Hitler ordinò l'invasione della Jugoslavia, così il Governo cercò l'appoggio dell'Unione Sovietica ma il 6 aprile l'Asse entrò nel paese, conquistandolo in soli 11 giorni. Il territorio fu diviso fra l'Italia, Ungheria, Bulgaria, venendo istituiti i nuovi stati di Croazia e Serbia. Prima dell'invasione nazifascista, Paolo e la sua famiglia lasciarono il paese, cosa che fece successivamente anche il nipote Pietro II, che si recò in Regno Unito. La monarchia jugoslava fu ufficialmente abolita nel 1945.

### Ultimi anni e morte

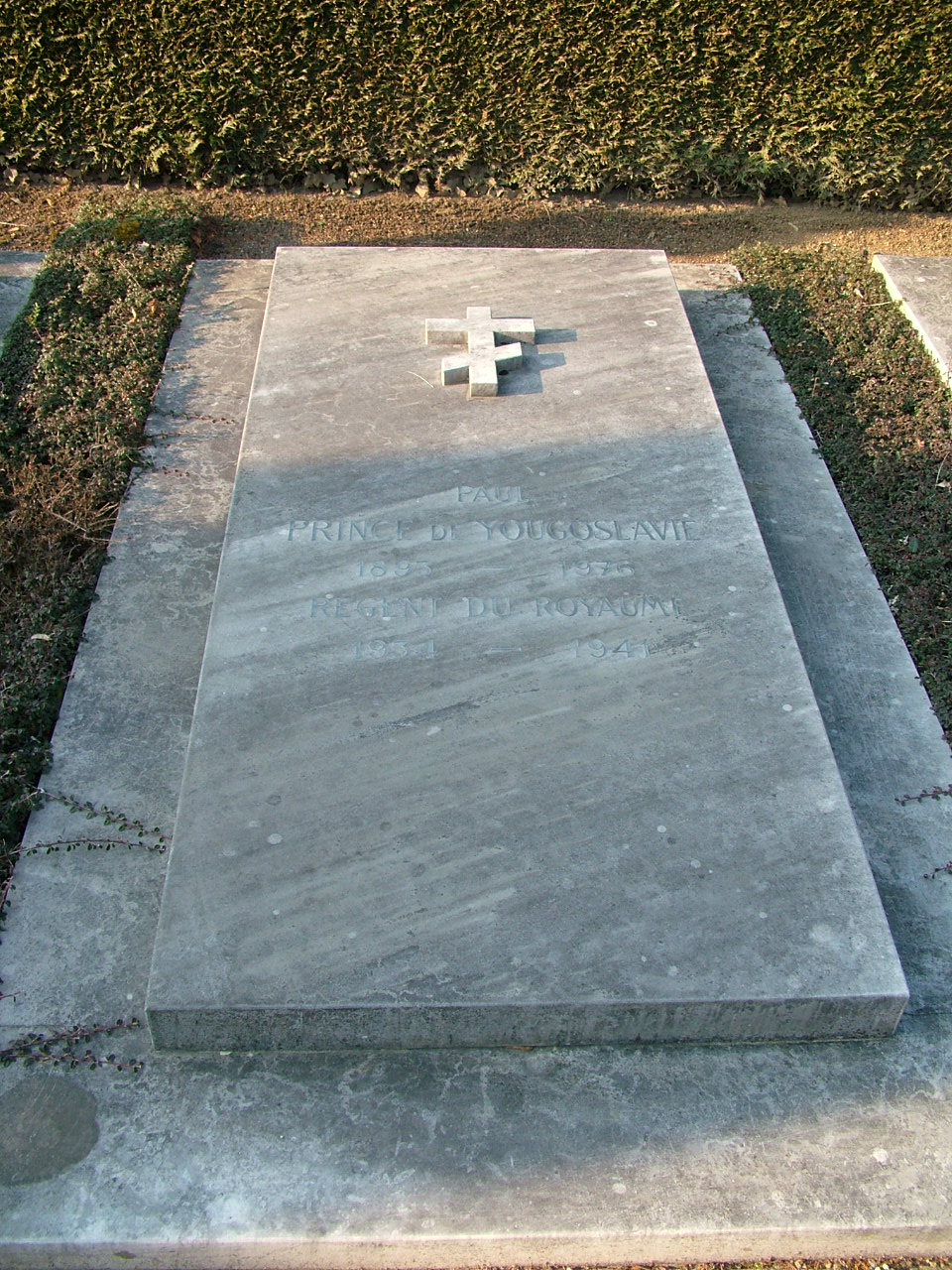
La tomba di Paolo Karađorđević nel cimitero di Losanna

Per il resto della guerra il principe Paolo fu tenuto, con la sua famiglia, agli arresti domiciliari in Kenya. La principessa Elisabetta, la sua unica figlia, ottenne delle informazioni dagli archivi delle Special Operations Executive del Foreign and Commonwealth Office, che pubblicò nel 1990 a Belgrado, nella prima edizione della biografia paterna in lingua serba. Il libro "Paolo di Jugoslavia" fu scritto da Neil Balfour e pubblicato per la prima volta da Eaglet Publishing a Londra nel 1980.
Dopo la guerra il principe Paolo visse in esilio nella splendida Villa Demidoff di Pratolino (Firenze), ereditata dalla zia Marija e morì a Parigi il 14 settembre 1976 senza mai più far ritorno in Jugoslavia.

## Discendenza

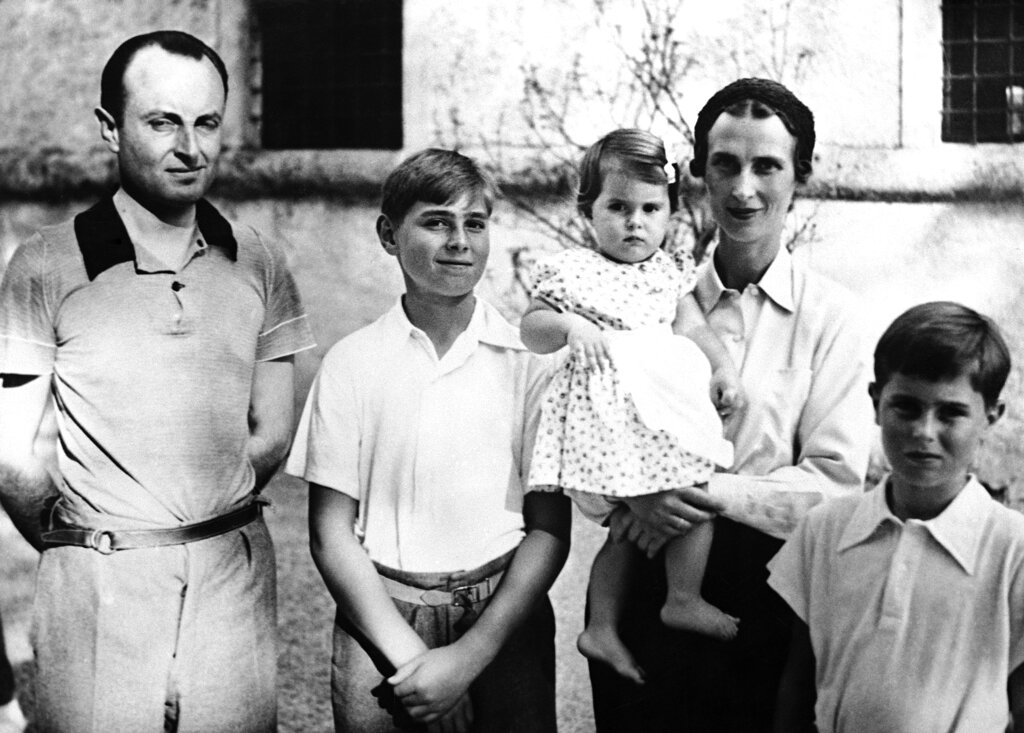
Il principe Paolo di Jugoslavia e la principessa Olga di Grecia fotografati insieme ai figli nel 1937

Il principe Paolo di Jugoslavia e la principessa Olga di Grecia ebbero tre figli:
- Principe Alessandro di Jugoslavia (1924 - 2016), sposato alla principessa Maria Pia di Savoia e poi alla principessa Barbara del Liechtenstein.
- Principe Nicola (1928 - 1954), morto in un incidente stradale a Datchet nel Berkshire.
- Principessa Elisabetta di Jugoslavia (1936), sposata a Howard Oxenberg, Neil Balfour e Manuel Ulloa Elías.

## Ascendenza
|                               |                  |                                               | Genitori                                |  |  | Nonni |  |  | Bisnonni                     |  |  | Trisnonni       |  |
|                               |                  |                                               |                                         |  |  |       |  |  | Principe Karađorđe di Serbia |  |  | Petar Jovanović |  |
|                               |                  |                                               |                                         |  |  |       |  |  | Principe Karađorđe di Serbia |  |  | Petar Jovanović |  |
|                               |                  | Marica Živković                               |                                         |  |  |       |  |  | Principe Karađorđe di Serbia |  |  |                 |  |
| Principe Alessandro di Serbia |                  |                                               |                                         |  |  |       |  |  | Principe Karađorđe di Serbia |  |  |                 |  |
|                               |                  | Jelena Jovanović                              | Nikola Jovanović                        |  |  |       |  |  |                              |  |  |                 |  |
|                               |                  | Jelena Jovanović                              | Nikola Jovanović                        |  |  |       |  |  |                              |  |  |                 |  |
|                               |                  | Jelena Jovanović                              | Bosiljka Jovanović                      |  |  |       |  |  |                              |  |  |                 |  |
| Arsen di Serbia               |                  | Jelena Jovanović                              |                                         |  |  |       |  |  |                              |  |  |                 |  |
|                               |                  | Jevrem Nenadovič                              | Jakov Nenadović                         |  |  |       |  |  |                              |  |  |                 |  |
|                               |                  | Jevrem Nenadovič                              | Jakov Nenadović                         |  |  |       |  |  |                              |  |  |                 |  |
|                               |                  | Jevrem Nenadovič                              | Nerandža Nenadović                      |  |  |       |  |  |                              |  |  |                 |  |
| Persida Nenadović             |                  | Jevrem Nenadovič                              |                                         |  |  |       |  |  |                              |  |  |                 |  |
|                               |                  | Jovanka Milovanović                           | Mladen Milovanović                      |  |  |       |  |  |                              |  |  |                 |  |
|                               |                  | Jovanka Milovanović                           | Mladen Milovanović                      |  |  |       |  |  |                              |  |  |                 |  |
|                               |                  | Jovanka Milovanović                           | Bosiljka Milovanović                    |  |  |       |  |  |                              |  |  |                 |  |
| Paolo di Jugoslavia           |                  | Jovanka Milovanović                           |                                         |  |  |       |  |  |                              |  |  |                 |  |
|                               | Paolo I Demidoff | Nikolaj Nikitič Demidov                       |                                         |  |  |       |  |  |                              |  |  |                 |  |
|                               | Paolo I Demidoff | Nikolaj Nikitič Demidov                       |                                         |  |  |       |  |  |                              |  |  |                 |  |
|                               | Paolo I Demidoff | Elizaveta Aleksandrovna Stroganova            |                                         |  |  |       |  |  |                              |  |  |                 |  |
| Paolo II Demidoff             | Paolo I Demidoff |                                               |                                         |  |  |       |  |  |                              |  |  |                 |  |
|                               |                  | Eva Aurora Charlotte Stjernvall               | Carl Johan Stjernvall                   |  |  |       |  |  |                              |  |  |                 |  |
|                               |                  | Eva Aurora Charlotte Stjernvall               | Carl Johan Stjernvall                   |  |  |       |  |  |                              |  |  |                 |  |
|                               |                  | Eva Aurora Charlotte Stjernvall               | Eve von Willebrand                      |  |  |       |  |  |                              |  |  |                 |  |
| Aurora Pavlovna Demidova      |                  | Eva Aurora Charlotte Stjernvall               |                                         |  |  |       |  |  |                              |  |  |                 |  |
|                               |                  | Principe Peter Nikitich Trubetskoy            | Principe Nikita Pyotrovich Trubetskoy   |  |  |       |  |  |                              |  |  |                 |  |
|                               |                  | Principe Peter Nikitich Trubetskoy            | Principe Nikita Pyotrovich Trubetskoy   |  |  |       |  |  |                              |  |  |                 |  |
|                               |                  | Principe Peter Nikitich Trubetskoy            | Alexandra Alexandrovna Nelidova         |  |  |       |  |  |                              |  |  |                 |  |
| Elena Petrovna Trubeckaja     |                  | Principe Peter Nikitich Trubetskoy            |                                         |  |  |       |  |  |                              |  |  |                 |  |
|                               |                  | Principessa Elizabeta Belossel'ska-Belozerska | Principe Esper Belosel'skij-Belozerskij |  |  |       |  |  |                              |  |  |                 |  |
|                               |                  | Principessa Elizabeta Belossel'ska-Belozerska | Principe Esper Belosel'skij-Belozerskij |  |  |       |  |  |                              |  |  |                 |  |
|                               |                  | Principessa Elizabeta Belossel'ska-Belozerska | Elena Pavlovna Bibikova                 |  |  |       |  |  |                              |  |  |                 |  |
|                               |                  | Principessa Elizabeta Belossel'ska-Belozerska |                                         |  |  |       |  |  |                              |  |  |                 |  |